# 1952年夏季奥林匹克运动会英属圭亚那代表团
1952年夏季奥林匹克运动会英属圭亚那代表团是英属圭亚那派出的1952年夏季奥林匹克运动会代表团。